# 신송로 (용인시)
신송로는 경기도 용인시 처인구 양지면 신흥리와 송문리를 잇는 도로이다. 설날·추석 등 명절이나 연휴 시기, 하계 휴가에 중부대로가 막히면 이 도로를 이용해서 우회할 수 있다. 기점과 종점에선 중부대로를 만난다.